# Шайх (посёлок)
Шайх (узб. Shayx/ Шайх) — посёлок городского типа, расположенный на территории Мубарекского района Кашкадарьинской области Республики Узбекистан.
Статус посёлка городского типа с 2009 года.

## Население
По данным переписи 1986 года, в посёлке проживало 740 человек.